# Sydöstra sjukvårdsregionen
Sydöstra sjukvårdsregionen är en sjukvårdsregion som omfattar Östergötlands, Jönköpings och Kalmar län. Befolkningen inom regionen uppgår till 1 088 180 (2025-03-31) invånare. Regionsjukhus är Universitetssjukhuset i Linköping.

## Medlemmar
Sydöstra sjukvårdsregionen är ett kommunalförbund med följande regioner som medlemmar:
- Region Östergötland
- Region Jönköpings län
- Region Kalmar län

Samverkan styrs av ett samverkansavtal och leds av en partssammansatt samverkansnämnd. 

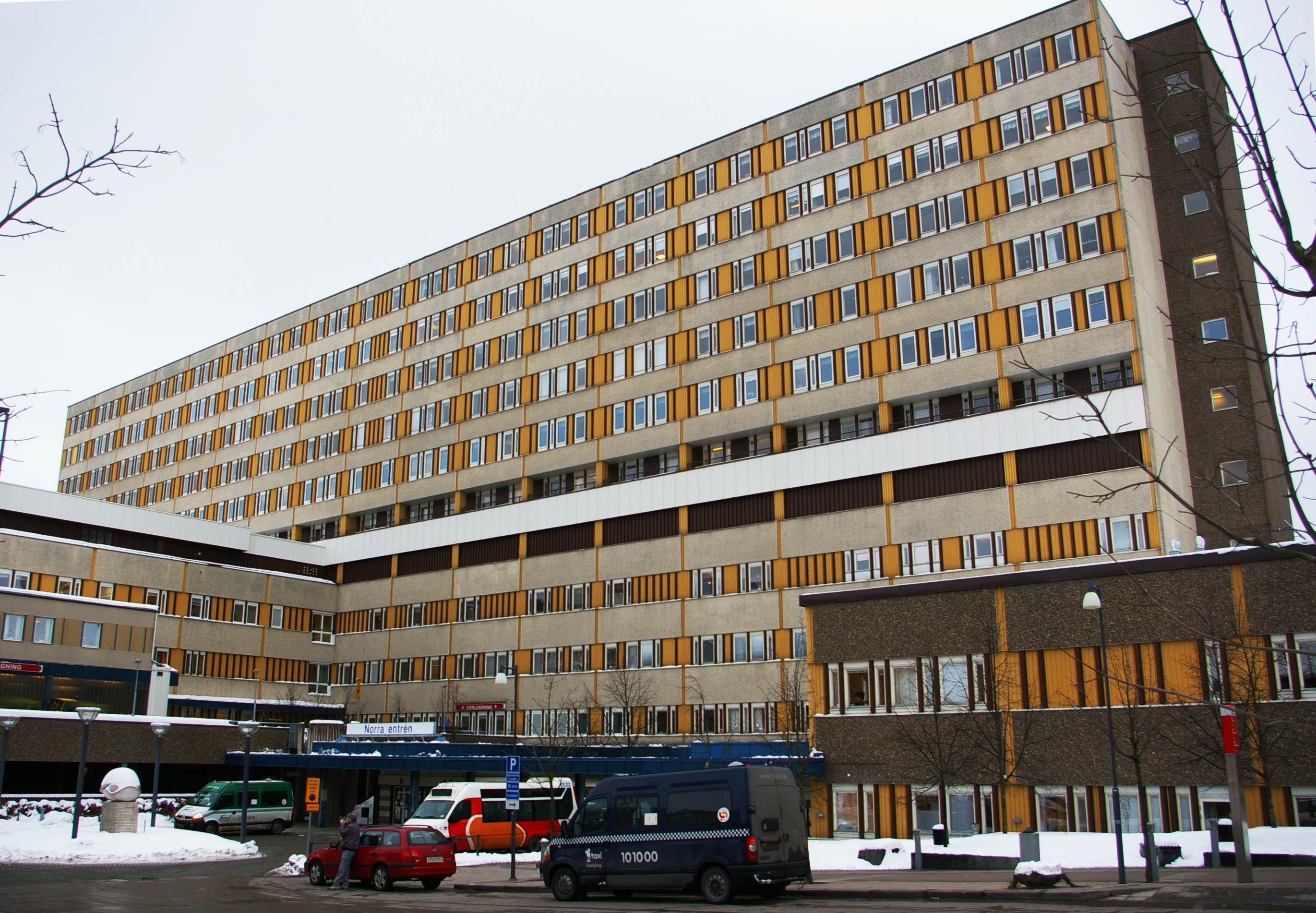
Universitetssjukhuset i Linköping.